# Tit Didi (cònsol)

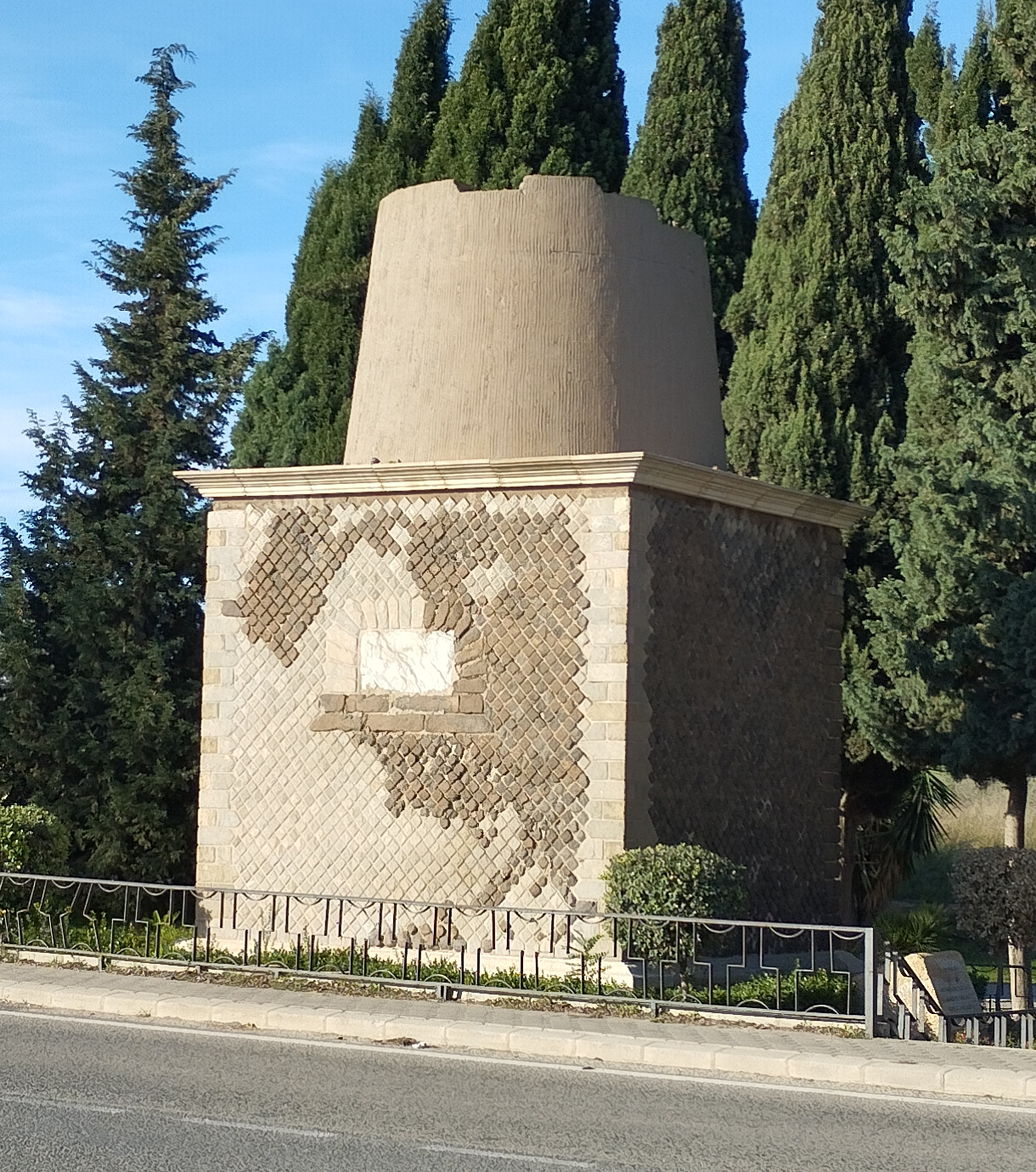
La Torre Ciega, tomba probablement dedicada a un hispà descendent d'un individu beneficiat per Didi amb la ciutadania romana.

Tit Didi (en llatí: Titus Didius) va ser un magistrat romà. Era fill del tribú de la plebs Tit Didi. Formava part de la gens Dídia, una família romana d'origen plebeu.
Luci Anneu Flor i Ammià Marcel·lí diuen que va rebutjar als escordiscs que havien envaït Macedònia i els va derrotar. Aquesta victòria s'hauria produït quasi immediatament després de la derrota del cònsol Gai Cató l'any 114 aC i va ser seguida després per victòries de Marc Livi Drus i Quint Minuci Ruf. Se suposa que el 114 aC Tit Didi era pretor a Il·líria i amb aquest càrrec va combatre els escordiscs, però no hi havia cap motiu per haver-hi un pretor a Il·líria, i també és estrany que després trigués 15 anys a obtenir el consolat (l'espai habitual entre la pretura i el consolat era de dos anys, i havent obtingut una victòria era lògic que el termini es complís). Ciceró diu que era governador de Macedònia i no d'Il·líria, i Eusebi esmenta que la victòria sobre els escordiscs es va produir un any després del cinquè consolat de Mari, o sigui l'any 100 aC. Així si Didi era pretor de Macedònia el 100 aC, va ser cònsol el 98 aC com era normal.
El consolat el va exercir el 98 aC juntament amb Quint Cecili Metel Nepot i junts van fer aprovar la lex Caecilia Didia. L'any següent Didi va ser procònsol a Hispània Citerior o Tarraconense i el 93 aC va celebrar un triomf sobre els celtibers. Appià diu que va aniquilar a vint mil vacceus, que va deportar als habitants de Termesos i que va conquerir Colenda després de 9 mesos de setge, i a més va destruir una partida de lladres als que havia encerclat en el seu campament. Sal·lusti diu que Sertori va servir a les seves ordres com a tribú militar. A la seva tornada a Roma va restaurar o va embellir la vil·la pública del Camp de Mart.
Després va prendre part a la guerra màrsica en la qual va morir, en una batalla lliurada a la primavera del 89 aC. Plutarc situa la seva mort deu anys abans a Hispània a mans de Sertori, però això és impossible.
La Torre Ciega de Cartagena (Espanya) és la probable tomba d'un hispà descendent d'un individu beneficiat per Tit Didi amb la ciutadania romana.